# فرانسوا کلوزه
فرانسوا کلوزه (به فرانسوی: François Cluzet) (زاده ۲۱ سپتامبر ۱۹۵۵) بازیگر سینما و تئاتر اهل فرانسه است. بیشترین شهرت وی به خاطر بازی در فیلم دست‌نیافتنی‌ها محصول سال ۲۰۱۱ میلادی است. کلوزه در سال ۲۰۰۷ به خاطر بازی در فیلم به هیچکس نگو برنده جایزه سزار شد.

## بخشی از فیلمشناسی
- اسب افتخار (۱۹۸۰)
- روح کلاهدوز (۱۹۸۲)
- بین خودمان (۱۹۸۳)
- یک تابستان مرگبار (۱۹۸۳)
- نزدیک نیمه شب (۱۹۸۶)
- داستان زنان (۱۹۸۸)
- شکلات (۱۹۸۸)
- زیادی برات خوشگله (۱۹۸۹)
- انقلاب فرانسه (۱۹۸۹)
- اُلیویه، اُلیویه (۱۹۹۳)
- آماده پوشیدن (۱۹۹۴)
- دوزخ (۱۹۹۴)
- بوسه فرانسوی (۱۹۹۵)
- سوارکار روی بام (۱۹۹۵)
- کلاهبردار (۱۹۹۷)
- اواخر اوت، اوایل سپتامبر (۱۹۹۸)
- به هیچ‌کس نگو (۲۰۰۶)
- پاریس (۲۰۰۸)
- در آغاز (۲۰۰۹)
- سپید همچون برف (۲۰۱۰)
- دروغ‌های مصلحتی کوچک (۲۰۱۰)
- دست‌نیافتنی‌ها (۲۰۱۱)
- هنر عشق (۲۰۱۱)
- هیولایی در پاریس (۲۰۱۱)- صداپیشه
- مزاحم نشوید (۲۰۱۲)
- ۱۱٫۶ (۲۰۱۳)
- در میان موج‌ها (۲۰۱۳)
- عشق کوانتومی (۲۰۱۴)
- لحظه‌ای جنون (۲۰۱۵)
- جایگزین‌ناپذیر (۲۰۱۶)
- جزیره رز (۲۰۲۰)